# Ilteber
Ilteber anebo Elteber (staroturecky: , ilteber) byl následníkem krále autonomního ale poplatného kmene, nebo politického zřízení v hierarchii Turkuckých kaganátů a Chazarské říše.
V písemných pramenech (Orchonské runové texty v Mongolsku) ze 7. století, se uvádí že vládcové národů jako Jenisejští Kyrgyzové, Karlukové, Oghuzové (Uzové), Ujgurové, Türgešové, Karachánové, Kimakové, Kypčaci a ďalší, jakožto vazalové Turkuckých říší, používali titul ilteber anebo elteber. U Jenisejských Kyrgyzů byl elteber nejčasnější známý titul. Kljaštornij a Bartold píšou že vládce Š'poku-a-čan (643 — 680) používal variantu si-li-fa → si-fu. Podle Suprunenka také Kyrgyzové měli titul elteber, ve variantě – išbara. Tuto variantu titulu používali též Sejentaové.
Nejstarší existující zmínka o tomto titulu, z roku 680, je uvedena v křesťanských zdrojích Kavkazské Albánie. Tento výraz je určen pro vládce Severokavkazských Hunů ve variantě – alp ilutuer, pro knížata Chórezmu – chatimolitber a v předislámském období Volžského Bulharska, v období jeho vazalství na Chazarech, – baltavar.
V případě Chazarské říše, vládcové vazalských národů měli titul elteber nebo některou z jeho variant, Volžské Bulharsko, až do roku 969, – jiltawar nebo iltäbär (poté byli nezávislí a vytvořili mocný stát), Burtasové a Severokavkazští Hunové – ilutwer, ilutver. Titul u Barsilů nesl dědičný guvernér ve variantě m-tavar → michtar.
Je známo, že ilteber Almuš se setkal se slavným muslimským cestovatelem Ibn Fadlánem a při zprostředkování poselstva k přijetí islámu požádal o pomoc Abbásovce z Bagdádu.